# Bazordan
Bazordan là một xã thuộc tỉnh Hautes-Pyrénées trong vùng Occitanie tây nam nước Pháp. Khu vực này có độ cao trung bình 475 mét trên mực nước biển.
Sông Gesse chảy theo hướng đông bắc qua thị trấn.